# Ezra Cleveland
Ezra Cleveland (geboren am 8. Mai 1998 in Spanaway, Washington) ist ein US-amerikanischer American-Football-Spieler. Er wird als Guard eingesetzt. Cleveland spielte College Football für die Boise State University und steht seit 2023 bei den Jacksonville Jaguars in der National Football League (NFL) unter Vertrag. Zuvor spielte er für die Minnesota Vikings.

## College
Cleveland ging in seiner Heimatstadt Spanaway, Washington auf die Highschool und besuchte anschließend die Boise State University, wo er zunächst ein Redshirt-Jahr einlegte. Von 2017 bis 2019 bestritt er 40 Spiele für die Broncos und wurde 2018 und 2019 in das All-Star-Team der Mountain West Conference (MWC) gewählt. Cleveland verzichtete auf ein mögliches viertes Jahr am College und meldete sich vorzeitig für den NFL Draft an. Am College spielte Cleveland als Tackle.

## NFL
Cleveland wurde im NFL Draft 2020 in der 2. Runde an 58. Stelle von den Minnesota Vikings ausgewählt. Er sollte zum Stammspieler auf der Position des Left Tackles entwickelt werden, allerdings trainierte er in der Saisonvorbereitung als Guard. Im Spiel gegen die Atlanta Falcons am 6. Spieltag wurde Cleveland infolge der Verletzungen von Pat Elflein und Dru Samia erstmals als Starter auf der Position des Right Guards eingesetzt. Für den Rest der Saison war er der Stammspieler auf dieser Position. In der Vorbereitung auf die Saison 2021 wechselte Cleveland auf die Position des Left Guards und ging als Stammspieler in sein zweites NFL-Jahr. Er spielte alle 17 Partien von Beginn an und stand dabei bei jedem offensiven Spielzug der Vikings auf dem Feld. Auch in der Saison 2022 bestritt Cleveland alle 17 Partien der Regular Season als Starter auf der Position des Left Guards.
Am 31. Oktober 2023 gaben die Vikings Cleveland im Austausch gegen einen Sechstrundenpick 2024 an die Jacksonville Jaguars ab. Zuvor hatte Dalton Risner seinen Platz in der Stammformation übernommen, nachdem Cleveland mit einer Verletzung für zwei Spiele ausgefallen war. Er bestritt 53 Spiele, davon 49 als Starter, für die Vikings. In sieben Spielen für Jacksonville war Cleveland fünfmal Starter, davon viermal als Left Guard und einmal als Left Tackle. Kurz vor Ablauf seines Vertrags im März 2024 einigte er sich mit den Jaguars auf eine Vertragsverlängerung um drei Jahre im Wert von 28,5 Millionen US-Dollar.